# Alexanderson (släkt)
Alexanderson är en gotländsk släkt, som stammar från Baltzar Knutsson (död 1713), som blev orgeltrampare i Visby 1665.
Balzar Knutsson anfäder invandrade från Lübeck med Hansan under 1500-talets mitt och har visat sig härstamma från lågadel från Bodensjön. Balzar Knutsson blev bland annat far till skepparen Alexander Balzarsson (1677-1738), gift med lantmätaren och ingenjören Mattias Schilders dotter Magdalena. Dessa blev far till Aron Alexanderson  (1721-1774), som 18-19 november 1774 omkom i en snöstorm utanför Gotlands kust då två skepp gick under med hela sin besättning. Sonen Aron Alexanderson (1762-1822), kyrkoherde och konstraktsprost i Lösens och Augerums socknar var den förste som antog sitt patronymikon till släktnamn.
Bland släktens medlemmar märks: 
- Adolf Alexanderson (1800-1888), justitieråd
- Aron Alexanderson (1841-1930), lingvist
- Carl Alexanderson 1845-1932), jurist, företagare och politiker.
- Ernst Alexanderson (1878-1975), ingenjör
- Nils Alexanderson (1875-1960), politiker
- Erik Alexanderson (1906-2000), politiker
- Charlotte Alexanderson (född 1942), keramiker